# Tử suất

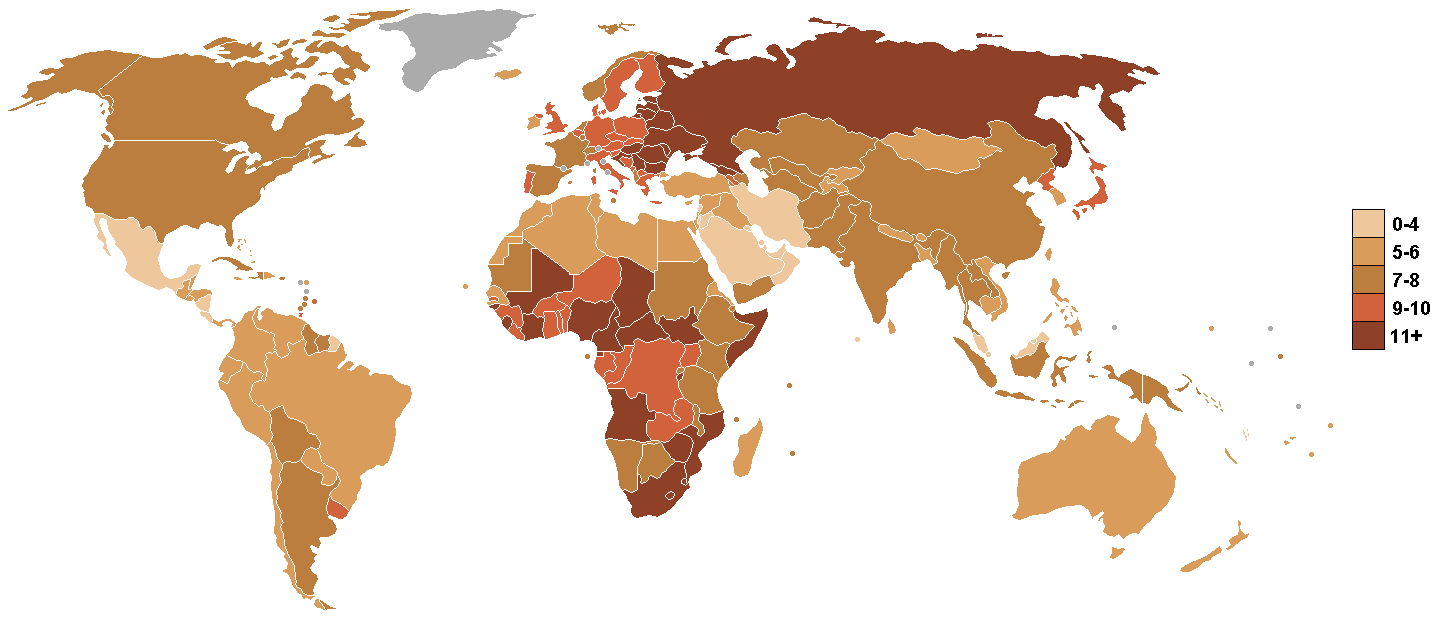
Tỷ suất chết thô theo quốc gia (2006).

Tử suất hay tỷ suất chết thô (viết tắt tiếng Anh: crude death rate) được xác định bằng số người chết (nói chung, hoặc vì lý do cụ thể) trong năm tính theo tỷ lệ đối với dân số. Tỷ suất chết thô thường được tính theo đơn vị phần nghìn.

## Thống kê
| Năm       | CDR  | Năm       | CDR |
| --------- | ---- | --------- | --- |
| 1950–1955 | 19.1 | 2000–2005 | 8.4 |
| 1955–1960 | 17.3 | 2005–2010 | 8.1 |
| 1960–1965 | 16.2 | 2010–2015 | 8.1 |
| 1965–1970 | 12.9 | 2015–2020 | 8.1 |
| 1970–1975 | 11.6 | 2020–2025 | 8.1 |
| 1975–1980 | 10.6 | 2025–2030 | 8.3 |
| 1980–1985 | 10.0 | 2030–2035 | 8.6 |
| 1985–1990 | 9.4  | 2035–2040 | 9.0 |
| 1990–1995 | 9.1  | 2040–2045 | 9.4 |
| 1995–2000 | 8.8  | 2045–2050 | 9.7 |

Mười quốc gia có tỷ suất chết thô cao nhất, theo ước tính năm 2016 của CIA World Factbook, ước tính là:
| Stt | Quốc gia      | Tỷ suất chết thô (hàng năm, trên 1000 người)a |
| --- | ------------- | --------------------------------------------- |
| 1   | Lesotho       | 14.9                                          |
| 2   | Bulgaria      | 14.5                                          |
| 3   | Litva         | 14.5                                          |
| 4   | Ukraine       | 14.4                                          |
| 5   | Latvia        | 14.4                                          |
| 6   | Guinea-Bissau | 14.1                                          |
| 7   | Chad          | 14.0                                          |
| 8   | Afghanistan   | 13.7                                          |
| 9   | Serbia        | 13.6                                          |
| 10  | Nga           | 13.6                                          |

## Việt Nam
Tỷ suất chết thô của Việt Nam giảm dần theo thời gian; đặc biệt trong thập niên 1989 - 1999 đã giảm nhanh từ 8,4‰ xuống còn 5,6‰. Tỷ suất chết thô ở Việt Nam có sự khác biệt đáng kể giữa thành thị và nông thôn, năm 2002 CDR của khu vực nông thôn là 6‰, cao hơn khoảng 1,3 lần so với khu vực thành thị (4,7‰).